# Azeri labdarúgó-bajnokság (első osztály)
Az azeri labdarúgó-bajnokság első osztálya (hivatalos nevén Azərbaycan Premyer Liqası) a legmagasabb szintű labdarúgó-bajnokság Azerbajdzsánban.
Szovjetunió felbomlását követően 1992-ben rendezték meg először és Yüksək Liqa néven az Azerbajdzsáni Professzionális Labdarúgóliga szervezte és irányította. A jelenlegi rendszert (Premyer Liqası) 2007-ben vezették be, amely nagyobb szabadságot biztosít a kluboknak, és kivezette őket a korábbi irányító szervezet hatásköre alól.

## A bajnokság jelenlegi rendszere
A bajnokság 12 csapat részvételével őszi-tavaszi lebonyolításban zajlik és két fő részből áll: egy alapszakaszból és egy alsó- és felsőházi helyosztó rájátszásból. Az alapszakasz során oda-visszavágós, körmérkőzéses rendszerben mérkőznek meg a csapatok egymással, mely során minden csapat minden csapattal kétszer játszik: egyszer pályaválasztóként, egyszer pedig vendégként.
Az alapszakasz végső sorrendjét az utolsó, 22. fordulót követően az alábbi szempontok szerint határozzák meg:
1. a bajnokságban szerzett pontok összege;
2. a bajnoki mérkőzések gólkülönbsége;
3. a bajnoki mérkőzéseken szerzett gólok száma

A kialakult sorrendnek megfelelően a bajnoki mezőnyt két részre bontják: az 1–6. helyezettek a felsőházi, a 7–12. helyezettek pedig az alsóházi rájátszásban folytatják. A csapatok csak az azonos csoporton belüli ellenfelek ellen elért alapszakaszbeli eredményeiket viszik tovább a helyosztó rájátszásba, ahol újfent körmérkőzéses, oda-visszavágós rendszerben mérkőznek meg egymással.
Az helyosztó csoportok, egyben a bajnokság végső sorrendjét az alábbi szempontok szerint határozzák meg:
1. a bajnokságban szerzett pontok összege;
2. az egymás ellen játszott bajnoki mérkőzések pontkülönbsége;
3. az egymás ellen játszott bajnoki mérkőzések gólkülönbsége;
4. az egymás ellen játszott bajnoki mérkőzéseken szerzett gólok száma;
5. a bajnoki mérkőzések gólkülönbsége;
6. a bajnoki mérkőzéseken szerzett gólok száma;

A felsőházi pontvadászat győztese az azeri bajnok, az alsóházi rájátszás utolsó két helyén záró csapata pedig kiesik a másodosztályba.

## Bajnoki dobogósok és gólkirályok
| Szezon  | Bajnokcsapat   | Ezüstérmes      | Bronzérmes    | Gólkirály                                                            |
| ------- | -------------- | --------------- | ------------- | -------------------------------------------------------------------- |
| 1992    | Neftçi         | Xəzər Sumqayıt  | Turan         | Nazim Əliyev (Xəzər Sumqayıt, 39 gólos)                              |
| 1993    | Qarabağ        | Xəzər Sumqayıt  | Turan         | Samir Ələkbərov (Neftçi, 16 gólos)                                   |
| 1993–94 | Turan          | Qarabağ         | Kəpəz         | Musa Qurbanov (Turan, 35 gólos)                                      |
| 1994–95 | Kəpəz          | Turan           | Neftçi        | Nazim Əliyev (Neftçi, 27 gólos)                                      |
| 1995–96 | Neftçi         | Xəzri Buzovna   | Kəpəz         | Nazim Əliyev (Neftçi / Qarabağ, 23 gólos)                            |
| 1996–97 | Neftçi         | Qarabağ         | Xəzri Buzovna | Qurban Qurbanov (Neftçi, 25 gólos)                                   |
| 1997–98 | Kəpəz          | Dinamo Bakı     | Şəmkir FK     | Nazim Əliyev (Dinamo Bakı, 23 gólos)                                 |
| 1998–99 | Kəpəz          | Şəmkir FK       | Neftçi        | Alay Bəhramov (Viləş Masallı, 24 gólos)                              |
| 1999–00 | Şəmkir FK      | Kəpəz           | Neftçi        | Badri Kvarachelia (Şəmkir FK, 16 gólos)                              |
| 2000–01 | Şəmkir FK      | Neftçi          | Viləş Masallı | Paşa Əliyev (Bakılı, 12 gólos)                                       |
| 2001–02 | Şəmkir FK      | Neftçi          | Qarabağ       | Kanan Karimov (Kəpəz, 14 gólos) Dmitrij Kugyinov (Qarabağ, 14 gólos) |
| 2003    | Neftçi         | Qarabağ         | Turan         |                                                                      |
| 2003–04 | Neftçi         | Şəmkir FK       | Qarabağ       | Samir Musayev (Qarabağ, 20 gólos)                                    |
| 2004–05 | Neftçi         | Xəzər Lənkəran  | Karvan        | Zaur Ramazanov (Karvan, 21 gólos)                                    |
| 2005–06 | Bakı FK        | Karvan          | Neftçi        | Yacouba Bamba (Karvan, 16 gólos)                                     |
| 2006–07 | Xəzər Lənkəran | Neftçi          | Bakı FK       | Zaur Ramazanov (Xəzər Lənkəran, 20 gólos)                            |
| 2007–08 | İnter Bakı     | Olimpik-Şüvəlan | Neftçi        | Xəqani Məmmədov (İnter Bakı, 19 gólos)                               |
| 2008–09 | Bakı FK        | İnter Bakı      | Simurq        | Walter Guglielmone (İnter Bakı, 17 gólos)                            |
| 2009–10 | İnter Bakı     | Bakı FK         | Qarabağ       | Fərid Quliyev (Standard Sumqayıt, 16 gólos)                          |
| 2010–11 | Neftçi         | Xəzər Lənkəran  | Qarabağ       | Giorgi Adamia (Qarabağ, 18 gólos)                                    |
| 2011–12 | Neftçi         | Xəzər Lənkəran  | İnter Bakı    | Bahogyir Naszimov (Neftçi, 16 gólos)                                 |
| 2012–13 | Neftçi         | Qarabağ         | İnter Bakı    | Nicolás Canales (Neftçi, 26 gólos)                                   |
| 2013–14 | Qarabağ        | İnter Bakı      | Gabala        | Reynaldo (Qarabağ, 22 gólos)                                         |
| 2014–15 | Qarabağ        | İnter Bakı      | Gabala        | Nurlan Novruzov (İnter Bakı, 15 gólos)                               |
| 2015–16 | Qarabağ        | Zira FK         | Gabala        | Dani Quintana (Qarabağ, 15 gólos)                                    |
| 2016–17 | Qarabağ        | Gabala          | İnter Bakı    | Filip Ozobić (Gabala) és Rauf Aliyev (İnter Bakı) 11 gól             |
| 2017–18 | Qarabağ        | Gabala          | Neftçi        | Bagaliy Dabo (Gabala, 13 gólos)                                      |
| 2018–19 | Qarabağ        | Neftçi          | Sabail FK     | Mahir Emreli (Qarabağ, 16 gólos)                                     |
| 2019–20 | Qarabağ        | Neftçi          | Keşla         | Négy játékos 7 góllal                                                |
| 2020–21 | Neftçi         | Qarabağ         | Sumgayit      | Namik Alaskarov (Neftçi, 19 gólos)                                   |
| 2021–22 | Qarabağ        |                 |               |                                                                      |
| 2022–23 | Qarabağ        |                 |               |                                                                      |

### Dicsőségtábla
| Csapat          | Bajnoki cím | Ezüstérmes | Bronzérmes | Győztes szezonok                                                                   |
| --------------- | ----------- | ---------- | ---------- | ---------------------------------------------------------------------------------- |
| Qarabağ FK      | 10          | 2          | 3          | 1993, 2014, 2014–15, 2015–16, 2016–17, 2017–18, 2018–19, 2019–20, 2021–22, 2022/23 |
| Neftçi          | 9           | 4          | 7          | 1992, 1995–96, 1996–97, 2003–04, 2004–05, 2010–11, 2011–12, 2012–13, 2020–21       |
| Gəncə PFK       | 3           | 1          | 2          | 1994–95, 1997–98, 1998–99                                                          |
| Bakı FK         | 2           | 2          | 1          | 2005–2006, 2008–09                                                                 |
| Şəmkir FK       | 2           | 2          | 1          | 1999–00, 2000–01, 2001–02                                                          |
| İnter Bakı      | 2           | 1          |            | 2007–08, 2009–10                                                                   |
| Xəzər Lənkəran  | 1           | 2          |            | 2006–07                                                                            |
| Turan           | 1           | 1          | 2          | 1993–94                                                                            |
| Xəzər Sumqayıt  |             | 2          |            |                                                                                    |
| Karvan          |             | 1          | 1          |                                                                                    |
| Xəzri Buzovna   |             | 1          | 1          |                                                                                    |
| Olimpik-Şüvəlan |             | 1          |            |                                                                                    |
| Simurq          |             |            | 1          |                                                                                    |
| Viləş Masallı   |             |            | 1          |                                                                                    |